# Stanovice (kraj hradecki)
Stanovice – gmina w Czechach, w powiecie Trutnov, w kraju hradeckim. Według danych z dnia 1 stycznia 2014 liczyła 72 mieszkańców.